# 本田成之
本田 成之（ほんだ しげゆき、1882年1月24日 - 1945年3月4日）は、日本の中国哲学者、漢学者。号は「蔭軒」。龍谷大学教授。

## 経歴
出生から修学期
1882年、岐阜県本巣郡で生まれた。出家して名古屋の円通寺で修業し、南画を学んだ。のち早稲田大学、曹洞宗大学林（現駒澤大学）で学び、還俗した。1913年、京都帝国大学文学部支那哲学科を卒業。
哲学研究者として
神宮皇学館教授をへて、1920年に仏教大学（現・龍谷大学）支那学科主任教授となった。同年、小島祐馬、青木正児らと雑誌『支那学』を発刊。1931年、学位論文『支那経学史論』を京都帝国大学に提出して文学博士号を取得。

## 人物
- 南画も学んだが、富岡鉄斎に師事して文人画も描いた[3][4]

## 家族・親族
- 息子：本田烈はフランス文学者。

## 著作
著書
- 『陶淵明集講義』隆文館 1921
- 『富岡鉄斎』中央美術社 1926
  - 再版 梧桐書院 1942年
- 『支那経学史論』支那学叢書 弘文堂書房 1927
- 『皇国精神と儒教』敞文館「黎明選書」 1942
- 『雷のひるね』晃文社 1942
- 『富岡鉄斎と南画』湯川弘文社 1943
- 『支那近世哲学史考』晃文社 1944

編著・訳注
- 『桐陰論画 和訳』秦祖永著、彙文堂書店ほか 1914
- 『実業皇朝漢文』(全5巻) 湯川弘文社 1937年
- 『蔭軒博士近作図録：本田蔭軒南画集』東京高島屋 1939[5]

論文
- CiNii>